# KOCO-TV
KOCO-TV（仮想チャンネル5・VHFデジタルチャンネル7）は、アメリカ・オクラホマ州オクラホマシティに認可されたABC系列のテレビ局。ニューヨーク市に拠点を置くハースト・コミュニケーションズの子会社であるハースト・テレビジョンが所有している。スタジオと送信所は、オクラホマシティ北東部のマコアリーハイツ地区にあるイースト・ブリットン・ロード（ヒストリック・ルート66）（ノース・ケリー・アベニューとノース・イースタン・アベニューの間）にある。
コールサインは、単語として発音されると「ココア」のように聞こえるが、そのように参照されることはなく、常に「K-O-C-O」と呼ばれている。

## 歴史

### イーニッドでの草創期
連邦通信委員会（FCC）は当初、オクラホマシティ市場でのVHFチャンネル5の割り当てをイーニッドに割り当てた。この周波数で放送する最初の申請は、FCCが新しいテレビ局のライセンス申請の4年間のモラトリアムを解除した直後の、1952年7月にイーニッド・ニュース&イーグルの親会社であるイーニッド・パブリッシング・カンパニー（Enid Publishing Company）の子会社でラジオ局のKCRC（1390 AM）の所有者であるイーニッド・ラジオフォン・カンパニー（Enid Radiophone Company）がFCCに申請し、VHFチャンネル5でテレビ局を運営するための建設許可とライセンスを取得した。地元の電子機器メーカーであるストリーツ・エレクトロニクス株式会社（Streets Electronics Inc.）の所有者であるイーニッドの実業家のジョージ・ストリーツ（George Streets）は、同年11月にチャンネル5の個別のライセンス申請を提出した。FCCが1954年2月11日にストリーツ（初代ゼネラルマネージャーを務める）と彼の所有権グループ（局の社長を務めた地元の建築請負業者のフィリップ・R・バンタ（Philip R. Banta）と株主のL・D・バンタ（L.D. Banta）が含まれ、どちらもストリーツと同様に局で同様の21.3％の持分を保有していた）にチャンネル5のライセンスと許可を与えた際、彼はKGEO-TV（「Greater Enid, Oklahoma」の略）を自身のテレビ局のコールサインとして割り当てることを要求し、承認を受けた。ストリーツ・エレクトロニクスへの申請助成金を失ったことに対する慰めとして、ストリーツグループはイーニッド・ラジオフォンに局の20％の株式を取得するオプションを与えた。
1954年7月6日にテスト放送を開始した。当初はテスト放送が始まる3週間前の6月15日に開局する予定だったKGEO-TVは、9日後の7月15日に正式に放送を開始した。チャンネル5はオクラホマシティ市場で5番目に（1949年6月6日にWKY-TV（チャンネル4、現：KFOR-TV）が、1953年10月28日にKTVQ（チャンネル25、現：FOX系列のKOKH-TVが割り当て）が、1953年11月8日にKLPR-TV（チャンネル19、現：コーナーストーン・テレビジョン系列のKUOT-CDが割り当て）が、1953年12月20日にKWTV-DT（チャンネル9）がそれぞれ開局した後）、オクラホマ州内で7番目に開局したテレビ局で、オクラホマシティ市場の現在の指定境界内で最初にオクラホマシティ外で認可され、州北部で運用された唯一のフルパワーVHF局だった。元々、イーニッド北東部のイースト・ランドルフ・アベニューとノース・セカンド・ストリートにあり、同ストリートが所有する電化製品店に隣接するスタジオ施設を維持しており、KGEOは、敷地に隣接する816フィート（249 m）の送電鉄塔を拠点としている。
チャンネル5は、最初は1日9時間の番組を、14:30から23:30まで放送し、開局以来ABC系列局として運営されている。KGEO-TVは、ABC番組の放送に加えて、1956年10月15日から1961年11月に番組サービスが終了するまで、NTAフィルム・ネットワークとの二次提携も維持した。映画アンソロジーシリーズ「NTAフィルム・スペクタキュラー（NTA Film Spectacular）」は、NTAの提供物の大部分がWKY-TV（NTAのドラマ、インタビュー、バラエティシリーズのいくつかをクリアした）またはKWTV（サービスのスクリプト番組のほとんどを搬送していた）のいずれかによって搬送されたため、KGEO-TV/KOCO-TVによってクリアされたサービスの唯一の番組だった。KGEO-TVの経営陣は、ナショナル・テレフィルム・アソシエイツ（NTA）とNTAフィルム系列との契約の一部の条項、特に同系列がネットワーク番組を行うための強制的な11時間の「オプション」が、チェーン放送局のFCC規則に違反していると非難した。これらの告発は、1956年10月5日のFCC公聴会で反論され、NTAの代表者は、会社が番組のライセンス管理を放棄せず、提携契約により、他の許可の中でも、放送局が特定の番組の許可を拒否することを許可したと主張した。チャンネル5は、1961年11月にナショナル・テレフィルム・アソシエイツがNTAフィルム・ネットワークサービスを終了した際に、ABCの独占系列局となった。

### オクラホマシティに移動
ストリーツグループの管理下で始まり、局の所有権は、チャンネル5をより大きなオクラホマシティ大都市圏に移行するための協調的な取り組みを行った。1955年1月11日、ストリーツ・エレクトロニクスは、クレセントの西北西6マイル（9.7 km）（イーニッドの南南東31マイル（50 km））の農村地域に、高さ1,386フィート（422 m）の新しいタワーを建設するための建設許可申請を提出した。この動きは、FCCがテレビ送信アンテナを駅の主要な放送地域免許の郊外から5マイル（8.0 km）以上離れた場所に配置することを制限する規則を提案する直前に行われた。KGEO送信所の提案と、ニューメキシコ州ロズウェルにあるKSWS-TV（現：NBC系列のKOBR）による、1,610フィート（490 m）の送電塔を建設するという提案は、1,000フィート（305 m）を超える高さにある放送塔が建造されると軍用及び民間航空機の安全上の危険があると懸念していたアメリカ空軍と国防総省（DoD）から反対を受けた。
8月5日、FCCヒアリング審査官のヒュー・B・ハッチソン（Hugh B. Hutchison）は、イーニッド近くの既存のタワー（バンス空軍基地とウッドリング空港から12マイル（19 km）以内にある）は、実質的に678,439人の居住者をKGEO-TVの信号輪郭内に配置した提案されたタワーよりも飛行機にとって危険であると述べ、KGEO送信所のクレセントサイトへの移動の承認を勧告した。ハッチンソンはまた、チャンネル5がイーニッドとオクラホマシティの間で送信所を「またがって」両方の都市にサービスを提供したいとKTVQ所有者のリパブリック・テレビジョン・アンド・ラジオ・カンパニー（Republic Television and Radio Company）が行った請求について、KGEOは有罪ではないと述べ、イーニッド地域のテレビ所有者の75％から85％が、オクラホマシティからの信号を受信するようにホームアンテナを向けていたため、新しいタワーは、これらのホームアンテナが向けられたのと同じ方向に信号が同時に地域に伝播できるようにすることで、イーニッドでの受信を改善した。
12月15日、委員会は、送信所アプリケーションの許可の推奨と、記録を再開し、移動が引き起こす問題に注意を喚起するための請願を取り消すというリパブリック・テレビジョン・アンド・ラジオ・カンパニー（KGEOがクレセントサイトに移動すると不公正な競争が発生し、破産した局が閉鎖されることを懸念していた）による申し立てを拒否した。FCCは、タワーに十分な照明と危険マークが含まれていることを確認するグループを条件として、1956年5月4日にストリーツ・エレクトロニクスによる許可変更申請を6対1の投票で許可した。当局はその後、アラバマ州セルマでWSLA（チャンネル8、現：WAKA）が提出したKGEOの許可を拒否するDoD請願を拒否し、以前に対処した問題に基づいてタワーの高さを387フィート（118 m）から1,993フィート（607 m）に引き上げた。同年10月9日、建設作業員が送信アンテナを新しく建設されたクレセントタワーに移動する準備をしたため、イーニッド放送タワーが崩壊し、推定14万ドルの損害が発生した。アンテナをプラットフォームから持ち上げていたクレーンブームとジンポールはタワーと一緒に座屈し、アンテナは地面に溝を掘り、崩壊中に4つの大きなセクションに折りたたまれた。KGEO-TVのアナログ信号は、イーニッドのダウンタウンにある補助タワーから一時的な送信所設備を設置するまで一時的に放送を停止し、新しいタワーが稼働するまで送信を続けた。
1957年10月11日、ストリーツ・エレクトロニクスはKGEO-TVをキャスター＝ロビソン・テレビジョン・コーポレーション（Caster-Robison Television Corporation、局の幹部であるルイ・E・キャスターとアシュリー・ロビソンが所有）に95万ドルと、約50万ドルの債務を想定して売却した。キャスター＝ロビソンへの売却は、2か月後の12月11日にFCCの承認を受け、その後、最近亡くなったキャスターの持分は、1958年3月5日に彼の不動産に譲渡された。同年3月1日、コールサインが、新しい二次サービス都市を反映して、KOCO-TV（「Oklahoma City, Oklahoma」の略）に変更された。名目上はイーニッドの局のままだったが、KOCO-TVはスタジオの運営をオクラホマシティに移し、ブリットン・ロードにあるかつてのキンバリングの食料品店を改造して一時的な施設を設置した。同年10月、局の運営は、北西63丁目とポートランド・アベニューの近くの5エーカー（2.0 ha）の土地にあり、スタジオの敷地内で屋外で制作されたローカル番組で使用するヘフナー湖を見下ろすテラスが含まれていた常設のスタジオ施設に移った。後に、オンエアおよびライセンス文書でイーニド-オクラホマシティの局として識別するために、FCCステーションIDルールの免除を要求したが、委員会は1961年5月に請願を却下した。1960年5月15日に心臓発作でキャスターが亡くなった後、アシュリー・ロビソンとキャスターの不動産の相続人は、KOCO-TVの売却の申し出を求めた。
1961年5月、キャスター＝ロビソン・テレビジョンは、オクラホマシティに本拠を置くキャピタル・シティ・インベストメント・コーポレーション（Capital City Investment Corporation）の子会社で、投資家には、石油会社のディーン・A・マギーとジョン・E・カークパトリック、グレイス・カー（当時、タルサでKVOO-TV（現：KJRH-TV）の少数所有者でもあった州上院議員のロバート・S・カーの妻）、KOCO-TVの長年の株主であるフィリップとL・D・バンタが含まれていたシマロン・テレビジョン・コーポレーション（Cimarron Television Corporation）に300万ドルで売却した。この売却は、同年9月27日にFCCの承認を受けた。その取引が行われている際に、FCCは、アメリカ国内の8つの市場で、マイレージ分離要件の緩和の下で、3番目の商用VHF割り当てを追加するための規則制定案の通知を発行した。この計画では、キャスター＝ロビソンによる以前の提出により、KGEO-TVとそのチャネル5の割り当てはオクラホマシティに移動されますが、信号放射は抑制され、フォートスミス（オクラホマシティの東180マイル（290 km）に位置し、同じチャンネルで送信する隣接する放送信号を分離するためのFCCの190マイル（310 km）のしきい値を下回る距離にある）のKFSA-TV（現：KFSM-TV）との同一チャンネル干渉が緩和された。ABCからの支持を受けた完全な提案にもかかわらず、FCCは、1963年春に提案された8つの市場のうち7つに短間隔VHFチャンネルを再配置することに反対票を投じたが、KFSA-TVとの干渉を制限するための標準的なマイレージ分離要件を遵守し、イーニッドに補助スタジオを維持するという要件があるにもかかわらず、KOCO-TVのチャンネル割り当てをオクラホマシティにシフトすることを許可した。FCCは、同年7月25日に5対1の投票で、KOCO-TVにマイレージ要件の免除を認めた後、局の代表者は、KOCO-TVがオクラホマシティ内で要件の下で十分な距離で信号が損なわれること、及び標準の間隔規則と民間航空委員会のタワーの高さ制限に準拠する場合、送信所が州都とイーニッドの両方に適切にサービスを提供できるようにする信号を提供することが困難であると委員会に確信させた（KOCO-TVは、ライセンスと運用をより大きな近くの都市に移管した2番目のオクラホマ州のテレビ局だった。ABC系列の仲間であるKTVX（現：KTUL）は、1957年8月にマスコギーからタルサに移転した）。
1964年3月、チャンネル5は、送信所設備をオクラホマシティ北東部のイースト・ブリットン・ロードにある、他のローカルテレビ局やラジオ局の送信タワーを収容するアンテナファームの1,563フィート（476 m）のタワーに移動した。同タワーは、ABCニュースのアンカーであるハワード・K・スミスや、フィル・フォードとミミ・ハインズの夫婦コメディチームなどの著名なゲストを含む2日間の式典に捧げられた。オクラホマシティへの正式な移転により、州都でABCと提携した3番目の放送局となった。WKY-TVは、1949年6月の開局から1956年8月までの二次基本提携の下で一部のABC番組を放映し、駆け出しのUHFアウトレットKTVQは、1953年11月の開局から同局が1955年12月に運用を終了するまで、フルタイムの主要な提携を維持し、KTVQの運用中、WKY-TVはネットワークの番組の一部を引き続き放送した（当時の他のUHF局と同様に、テレビ視聴者はKTVQの信号を受信するためにスタンドアロンのUHFチューナーを購入する必要があった）。
チャンネル5で最も人気のあるローカル番組の1つは、若年層を対象とした番組だった。エド・バーチャールは、1959年3月から1988年7月の進行期がんの短い発作の後、死去の直前までの29年間、ローカルの子供向け番組のホストを務めた。元々、『ランチ・ウィズ・ホーホー（Lunch With HoHo）』として開始し、様々なタイトル（『ホーホーズ・カートゥーン・サーカス』、『グッド・モーニング・ホーホー』、『ホーホーズ・ショープレイス』を含む）で放映され、色付きのパッチワークジャケットとサスペンダーパンツ、小さな茶色のシルクハット、ピエロのホーホーの描写で特大のネクタイを着用したバーチャールは、ポーキー（Pokey）（長年、KOCO-TVの舞台監督を務めたビル・ハワードが演じる）という名前のソックパペットと共に出演し、教育コンテンツから気楽な新聞記事、アニメのショートまで様々なコーナーの司会を務めた。追悼式（バーチャールのために行われた3つのうちの最初のもの）は、オクラホマシティ最大の教会の1つであるセント・チャールズ・ボロメオ・カトリック教会に移され、KOCO-TVの生放送（これもKTVY、KWTV、KOKH-TVによって搬送された）と、プロのピエロの名誉衛兵を含む会葬者の群衆に対応する必要があった。KGEO-TV/KOCO-TVが制作したその他の注目すべき過去のローカル番組には、エンターテインメント/ライフスタイル/ファッショントーク番組『アイダ・B・ショー（The Ida B. Show）』（元々は『アット・ホーム・ウィズ・アイダ・B』、次に『デイトライン・ハリウッド』というタイトルだった）が含まれ、そのホストであるアイダ・ブラックバーン（Ida Blackburn）は、1958年から1960年まで『ロンパー・ルーム（Romper Room）』のローカルバージョンを以前にホストを務め、トム・ギルモアが名誉あるキャラクターとしてホストを務めた「キャプテン・トムズ・ポパイ・シアター（Captain Tom's Popeye Theatre）』は、1948年にラジオ用に開発したアルフレッド・リー・ホイットルのキャラクターの人形版と、「ダイアリング・フォー・ダラーズ」映画/トリビアフランチャイズのローカル版と共に番組のストーリーブックを読んだ。

### コンバインド・コミュニケーションズの所有権
1969年11月、シマロン・テレビジョンは、アリゾナ州フェニックスに本拠を置くコンバインド・コミュニケーションズ・コーポレーション（Combined Communications Corporation、CCC）にKOCO-TVを650万ドルで売却すると発表した。これは、KTARブロードキャスティング・カンパニー（KTAR Broadcasting Company）（フェニックスの旗艦局KTAR-AM-TVの所有者）とエラー・アウトドア・アドバタイジング（Eller Outdoor Advertising）（CCC社長のカール・エラーによって設立された会社）の合併により、同年初めに設立されたCCCがこれまでに取得した最初の放送施設だった。この売却は1970年7月17日にFCCの承認を受けた。1977年2月、グループの殆どのテレビ局で、1976年初頭にピーターズ・プロダクションズ（Peters Productions）がニューヨーク市のトリビューン・ブロードキャスティングが所有するニューヨーク市の独立局WPIX（現：CW系列）向けに最初に開発した「Alive」ブランディングコンセプトのコンバインド・コミュニケーションズの展開の一環として、放送上のブランディングとして「5 Alive」を採用した。1976年9月にアトランタの姉妹局WXIA-TVが「11 Alive」として識別し始めた時に使用したものと同様のロゴが付いていた（2017年現在、WXIA-TVは、ケンタッキー州ルイビルの姉妹局WLKYとインディアナ州フォートウェインの元姉妹局WPTAでも使用されていた「Alive」モニカを引き続き使用している4つの旧CCCアウトレットのうちの唯一の局である）。
1977年3月31日、ワシントン・スター・コミュニケーションズは、KOCO-TVとCCCの約6,500万ドルの議決権の無い優先株と引き換えに、ワシントンD.C.の旗艦局WMAL-TV（現：WJLA-TV）をコンバインド・コミュニケーションズに売却すると発表した。これまで単一のテレビ局にとって最大の購入価格であると考えられていたこの取引は、印刷メディアと放送メディアの所有権を多様化するためのFCC規則制定に準拠するために行われ、その下で代理店はワシントン・スター・コミュニケーションズに、1979年1月までにワシントンD.C.地域のメディア資産の1つを除く全てを売却するよう要求した。売却による収入と、ワシントン・スター・コミュニケーションズがコンバインド・コミュニケーションズストックの買い戻しを通じて20年以内に受け取ったであろう合計6,500万ドルは、ワシントン・スター紙の継続的な金銭的損失を相殺するために使用された。売却は1978年1月にFCCから最初に承認を受けたが、最終決定されることはなかった。同年2月3日、CCCとの売買契約が満了する3週間前に、ワシントン・スター・コミュニケーションズはワシントン・スターをタイムに2,000万ドルと800万ドルの債務の引き受けで売却した。FCCはその後、新聞の財政的安定を確保することに関する取引の基礎を考慮して、タイムズによるスターの買収についての問い合わせが出るまで、譲渡の承認を取り消した。3月初旬（元の2月24日の公聴会の日付から再スケジュールされた）のWJLA-KOCO取引の承認を再検討する会議で、委員会がワシントン・スター・コミュニケーションズ社長のジョー・オルブリットンがスターを保持することを約束しておらず、承認命令を再評価しても当初の決定を覆す理由がないと判断した後、FCCは再び放送局取引の承認を与えた。それにもかかわらず、3月24日、公聴会の日付が遅れた後、FCCの公聴会訴訟事件一覧表に対応するためにCCCとの売買契約を2回延長したスター・コミュニケーションズは、アダムズ・モーガン・オーガニゼーション、全米女性同盟コロンビア特別区支部、D.C.メディア・タスクフォース、全米ブラック・メディア連合が、マイノリティが所有するグループが会社の放送資産を取得するための資金を調達するのを支援する努力を怠ったとしてスター・コミュニケーションズを非難した上訴を理由に、売却を終了した。

### ガネットの所有権
1978年5月9日、当時ニューヨーク州ロチェスターに拠点を置いていたガネット・カンパニーは、当時、7つのテレビ局と13のラジオ局、2つの新聞（シンシナティ・エンクワイアラー、オークランド・トリビューン）、屋外広告ユニットを所有していたコンバインド・コミュニケーションズを、これまでのアメリカの印刷・放送メディア会社が関与する最大の取引である3億7,000万ドル相当の全株式取引で購入すると発表した。メディア企業が国内で7つ以上のVHFテレビ局を所有することを制限するFCC規則に準拠するために、ガネットがロチェスター局であるWHEC-TV（後にBENIブロードキャスティングに2,700万ドルで売却）を売却することを条件としていたこの売却は両方ともFCCの承認を受け、1979年6月7日にガネットとコンバインドの取締役会によって完了された。ガネット（2015年6月に放送の保有をテグナにスピンオフした）は、KOCO-TVと買収に含まれる4つの姉妹局でのローカルニュースのプレゼンスを向上させることを目的として、以前の複合局に大規模な投資を行った。1980年秋に、局の運営は、ブリットン・ロード送信所サイトの近く（ライバルのKTVYのスタジオの東0.5マイル（0.80 km））にある新しく建設された最先端のスタジオ施設に移転され、北東63番街にあった先代のスタジオ施設は、その後トリニティ・ブロードキャスティング・ネットワークによって購入され、TBN直営局のKTBO-TV（チャンネル14）のオフィスおよび制作施設として使用された。新しい240万ドルの施設（オクラホマシティを拠点とする建築家のフランク・リースが設計）には、2つの制作スタジオ、オフィス、拡張されたニュースルームがあり、パッシブソーラーエネルギーを提供するように設計され、夏の間建物を涼しく保つために建物の内部を太陽光線から保護するためのオーバーハングが含まれていた。
18年間、ガネットの所有下にあったが、会社のポートフォリオにおけるKOCO-TVの位置は何度か不安定になった。1982年9月25日、ガネットは、1949年にサンフランシスコを拠点とするクロニクル・パブリッシング・カンパニーが建設して開局したベイエリアの旗艦局でNBC系列のKRON-TV（現：マイネットワークTV系列）と引き換えに、クロニクルにKOCO-TVを1億ドルで売却すると発表した。この取引は、テレビ局の保有を主要市場に集中させるために、ガネットがオークランドを拠点とする新聞「イースト・ベイ・トゥデイ（East Bay Today）」（「USAトゥデイ」のプロトタイプとして使用された）を売却することを条件としており、同じ市場での新聞とフルパワーテレビ局の共有を禁止する所有権の制限に準拠するための試みの一部だった。1983年9月28日、クロニクルの経営陣がKRON-TVの所有権を保持することを決定した後、クロニクルとガネットは販売契約を終了することに「相互に合意」しました。ガネットの下で、コミュニティのアウトリーチイニシアチブに深く関与するようになった。1981年から1997年にかけて、地元のボランティア、企業、非営利団体による優れた公共サービスの貢献を称える毎年恒例のテレビ放送授賞式「5 Who Care Awards」を開催し、1989年に拡大され、オクラホマ州の若者によるボランティア活動を称える「Kids Who Care Awards」を提供した。1989年にこれらのイニシアチブを拡張し、優れた学問と教職への献身に対する「Oklahoma's Best」の栄誉が含まれていた「Project Challenge」キャンペーンを創設した。
1985年9月5日、ガネットはイブニング・ニュース・アソシエーションを7億1,700万ドルで買収すると発表した。しかし、当時のFCC規則では、1つの会社が同じ市場で2つの商業テレビ局を所有することを禁じていたため、この買収により、KOCO-TVとNBC系列のライバルKTVYの間に所有権の競合が生じた（今日でも、それぞれの1日の視聴者数が、単一のメディア市場内で最も評価の高い4つのテレビ局のいずれかを共有することを禁止する機関のしきい値の範囲内にあるため、この組み合わせは禁止されていた）。
ガネットは最終的に1985年11月15日にKOCO-TVを維持することを選択し、アラバマ州モービルのNBC系列のWALA-TV（現：FOX系列）と、アリゾナ州ツーソンのフロリダ州マイアミを拠点とするナイト・リダー・ブロードキャスティングのCBS系列のKOLD-TVを1億6,000万ドルで売却した。しかし、ガネットは、KTVYの売却が完了してから1か月後の1986年2月にナイト・リダーの取引が完了するまで、一時的な免除の下でKOCO-TVとKTVYを共同所有することを許可された。KFOR-TVが同様のスケジュールを採用してから3日後の1990年5月14日、チャンネル5は1日24時間の番組スケジュールを維持し始め、シンジケート番組とインフォマーシャルの組み合わせに加えて、夜間の時間枠を埋めるために1時間ごとのローカルニュースの更新を追加した（1991年12月27日に、毎日の夜間放送終了を再開、1993年11月28日に24時間のスケジュールを恒久的に開始し、殆どの曜日にABCの深夜帯の報道番組『ワールドニュース・ナウ』を放送し、金・土曜日は、1981年9月から1987年9月の週末に放送終了を再開するまでKOCO-TVによってクラシック映画ブロックを放送した）。
前年9月にニュースブランディングから名前を段階的に廃止した後、ニュース番組を『5 News』として識別し始めた時、ニュース番組と放送局のプロモーション用の新しいロゴ（ポール・ランドがデザインしたサークル7のロゴに触発され、1995年2月のその後のブランド変更に伴い、現在の「サークル5」のロゴに置き換えられた）と放送上のグラフィックのデビューに関連して、1994年5月に「5 Alive」というモニカを一般的なプロモーション用から削除した。それ以前は、KOCO-TVとWXIA（1993年に「11 Alive」ブランドを一時的に廃止したが、視聴者の要求に応じて復元を開始した）は、「Alive」モニカを使用し続けていた唯一のガネット所有局だった。
1995年7月24日、ガネット・カンパニーは、マルチメディア (企業)を17億ドル、さらに5億3,900万ドルの長期債務で買収する契約を締結したと発表した。FCCが1995年11月下旬に合併を承認した際、当局の放送支局は、ガネットがKOCO-TVとオハイオ州シンシナティにあるNBC系列の姉妹局WLWTを売却して、持ち合い規制に準拠する必要があると規定した（ガネットはまた、ジョージア州メイコンのCBS系列のWMAZ-TVと姉妹ラジオ局WMAZ（現：WMAC）とWAYSを売却することを要求された。しかし、FCCが全米の所有権の上限を変更して、放送局がアメリカ国内の全世帯の最大35％のリーチを持つ任意の数のテレビ局を所有できるようにした後、同社は最終的にWMAZ-TVを維持することができた）。
ただし、当時のFCC規則では、同じ市場でテレビ放送局とケーブルプロバイダーの両方を合法的に所有することはできなかったため、ガネットは、1996年12月まで、当時、オクラホマシティ郊外のコミュニティの殆どの主要なケーブルプロバイダーだった（歴史的に公益事業がオクラホマシティと連携していたため、当時コックス・コミュニケーションズのオクラホマシティサービスエリアの一部であった唯一の郊外であったフォレスト・パークを除く）マルチメディア・ケーブルビジョン（Multimedia Cablevision）またはKOCO-TVのいずれかを売却する権利を放棄し、売却は1995年12月4日に完了した（ガネットは、2000年1月にケーブルプロバイダーの資産の殆どをコックスに売却するまで、オクラホマベースのマルチメディアシステムの所有権を保持し、その結果、マルチメディアの郊外のオクラホマシティ事業がコックスの主要な市街地システムと統合された）。

### ハースト・テレビジョンの所有権
1996年11月20日、ガネットは、ミシガン州グランドラピッズにあるABC系列のWZZMとニューヨーク州バッファローにあるNBC系列のWGRZと引き換えに、サンアントニオに本拠を置くアーガイル・テレビジョン・ホールディングスII（Argyle Television Holdings II）（1994年5月に殆どのテレビ局をニュー・ワールド・コミュニケーションズに売却した初代アーガイル・テレビジョンの後継会社）にKOCO-TVとWLWTを2,000万ドルで売却すると発表した。ガネットがニューヨーク州ナイアガラフォールズを拠点とするナイアガラ・ガゼットを売却してWGRZとの株式持ち合いの競合を緩和する必要があったこの売却は、1997年1月27日にFCCによって承認され、同年1月31日に完了した。その後、1997年3月27日、ハースト・コーポレーションは、KOCO-TV、WLWT、ABC系列のフォートスミスのKHBS（フェイエットビルのサテライト局KHOG-TV）、ホノルルのKITV（ヒロのサテライト局KHVOとワイルクのサテライト局KMAU）、ミシシッピ州ジャクソンのWAPT、ロードアイランド州プロビデンスのFOX系列のWNAC-TVの非ライセンス資産のアーガイル・テレビジョン所有の7局のうち5局を5億2,500万ドルで買収すると発表した。合併は1997年6月2日にFCCによって承認され、同年8月に完了した。ハーストの6つの既存のテレビ局とアーガイルから取得した5つのテレビ局を組み合わせたグループは、ハースト＝アーガイル・テレビジョン（Hearst-Argyle Television、2009年5月にハースト・テレビジョンに改称）として知られるようになった。この買収は、ハーストがオクラホマシティ市場に戻ったことを示しており、同社は1932年から1938年までラジオ局KOMA（1520 AM、現：KOKC）を所有しており、ハーストは同局をジョン・T・グリフィン（John T. Griffin、1953年にKWTVを設立）に売却した。（ガネットは2019年11月にオクラホマシティ市場に再参入し、現在主に出版中心の企業がゲートハウス・メディアとの合併により「オクラホマン」（皮肉なことに、1949年6月の開局から創設者のゲイロード・ブロードキャスティングによるチャンネル4のイブニング・ニュース・アソシエーション（Evening News Association）への売却が1975年10月に完了するまで、KFOR-TVと共同所有されていた）を買収した。）
1998年6月13日、105 mph (169 km/h)に近づく後部側面下降気流が局のブリットン・ロード・スタジオを襲い、倒れた裏庭のフェンスや気象レーダーのドームへの大きなへこみなどの小さな損傷を引き起こした。スタジオのガレージに配置されたKOCOフォトジャーナリストが、ブリットン・ロードの施設に接近した嵐の映像を撮影している間、カナダディアン・オクラホマ郡北部に7つの竜巻が発生した、付随するスーパーセル雷雨の壁一面の報道を放送局が提供していたため、この出来事が生放送された。雲に基づくメソサイクロンの回転が明らかになったために竜巻が着陸したと信じて、マイク・ラポイント（Mike LaPoint、1997年から2001年まで週末夜の気象学者だった）は当時の気象学者のリック・ミッチェル（Rick Mitchell）に「リック、それは地面にある!」と叫び、3人が建物の中に避難するために走った。スタジオと送信所の設備に電気がノックアウトされ、KOCO-TVの放送信号がほぼ24時間放送されなくなった。光ファイバーによってケーブルプロバイダーに送信される直接補助フィードを介して、コックス・コミュニケーションズ及びマルチメディア・ケーブルビジョンの加入者が引き続き利用できた。
1998年9月、1954年6月の開局以来パートタイムでABCと提携していたKTENがネットワークから切り離された際、KOCO-TVは、この地域の殆どのケーブルプロバイダーでの既存の可用性を通じて、隣接するシャーマン-エイダ市場のオクラホマ側のエリア（エイダ、ポールズ・バレー、サルファーの都市を含む）のデフォルトのABC加盟局として機能し始めた（ダラス・フォートワースのWFAAは、オクラホマ州南部とテキサス州中北部のDMA内の郡の主要なデフォルト系列局として機能した）。しかし、州南部の住民は、特に1986年にNBCの主要な所属に切り替えた後、数年前にKOCO-TVを介してKTENによって横取りされたほとんどのABC番組を見ることができた（FOXとの主要な提携が追加された1994年までに、KTENが提供するコンテンツを日中及びプライムタイム番組を選択するスケジュールで着実に削減した）。KTENが2010年5月1日に同ネットワークと提携したデジタルサブチャンネルを立ち上げた際、シャーマン-エイダ市場は独自のABC加盟局を取り戻した。それにもかかわらず、KOCO-TVは同市場内のケーブルおよび衛星プロバイダーで引き続き利用可能である。この以前のデフォルトのステータスを通じて、2009年2月10日にローン・グローブで8人が死亡したEF4竜巻の広範な生中継を提供したのはオクラホマシティ唯一のテレビ局だった。
強力なシンジケート番組ラインナップのおかげもあり、KOCO-TVは近年ABCの最も強力な系列局の1つに成長し、ニールセン・メディア・リサーチによると、2009年から2012年にかけて、同ネットワークで最も評価の高い系列局の1つとしてランク付けされ、ハーストが所有する2つの姉妹局であるミルウォーキーのWISN-TVとカンザスシティのKMBC-TVとこの違いを共有している。また、2007年から2009年まで全体で最高評価のABC系列局としてランク付けされていると主張していた。2010年12月、KOCO-TVはオクラホマシティ市場で2番目のテレビ局（KWTV-DTに続く）となり、州内で6番目のテレビ局に高解像度のシンジケート番組を放送した。